# Pyromania
«Pyromania» es una canción por la banda alemana  Cascada. El video musical fue presentado el 17 de febrero en la televisión británica Clubland TV y YouTube
La canción fue estrenada en la radio alemana el 12 de febrero, del 2010 y lanzada el Alemania el 19 de marzo de 2010. En Reino Unido su lanzamiento original sería el 12 de abril, pero fue lanzada el 3 de mayo de 2010. 
Fue sugerido que la canción sea para el cuarto álbum, mientras Natalie anunció que estarían comenzando a trabajar en su nuevo álbum en una entrevista en fin de año. La canción fue prenominada para la edición 53 de los Grammy Awards, al final no quedó entre los finalistas.
"Pyromania" debutó en el número 21 en Alemania y en el número 26 en Austria. En España estuvo en el Chart 51 de la Máxima FM durante 38 semanas y llegó al número 1.

## Vídeo musical
El vídeo musical fue presentado el 17 de febrero, en YouTube. El video se rodó en Toronto, Canadá y fue dirigido por Lisa Mann.
En el video, se la ve a Natalie en diferentes escenas en las que sale ella con bailarines. Una escena la muestra cantando frente a bolas futuristas, y otra escena la muestra bailando mientras una explosión tapa la mitad de la pantalla.

## Listado y formatos
- CD Sencillo[3]

1. "Pyromania" (Radio Edit)
2. "Pyromania" (Cahill Radio Edit)
3. "Pyromania" (Extended Mix)"
4. "Pyromania" (Cahill Club Mix)
5. "Pyromania" (Spencer & Hill Airplay Remix)
6. "Pyromania" (Wideboys Stadium Remix)
7. "Pyromania" (Frisco Club Remix)

- CD Sencillo[4]

1. "Pyromania" (Radio Edit)
2. "Pyromania" (Spencer & Hill Airplay Remix)

- Sencillo descarga[5]

1. "Pyromania" (Radio Edit)
2. "Pyromania" (Spencer & Hill Airplay Mix)
3. "Pyromania" (Extended Mix)
4. "Pyromania" (Cahill Remix)
5. "Pyromania" (Dan Winter Remix)

## Posicionamiento en listas
| Listas (2010)                          | Mejor posición |
| -------------------------------------- | -------------- |
| Alemania (Offizielle Deutsche Charts)  | 21             |
| Austria (Ö3 Austria Top 40)            | 26             |
| Escocia (Scottish Singles Sales Chart) | 38             |
| Francia (SNEP)                         | 11             |
| Letonia (Latvia Chart)                 | 8              |
| Países Bajos (Dutch Top 40)            | 29             |
| Reino Unido (UK Dance Chart)           | 8              |
| Reino Unido (UK Singles Chart)         | 60             |
| República Checa (Rádio Top 100)        | 32             |

## Historia de lanzamiento
| Región      | Fecha               | Sello                |
| ----------- | ------------------- | -------------------- |
| Alemania    | 19 de marzo de 2010 | Zooland              |
| Reino Unido | 3 de mayo de 2010   | All Around the World |